# Pedicularis diffusa
Pedicularis diffusa är en snyltrotsväxtart. Pedicularis diffusa ingår i släktet spiror, och familjen snyltrotsväxter.

## Underarter
Arten delas in i följande underarter:
- P. d. diffusa
- P. d. elatior